# Động đất Điện Biên 1935
Động đất Điện Biên 1935 là một trận động đất xảy ra tỉnh Điện Biên thuộc vùng Tây Bắc Việt Nam, tâm chấn nằm tại xã Keo Lôm, huyện Điện Biên Đông, cách thủ đô Hà Nội của Việt Nam ngày nay khoảng 465 km. Trận động đất xảy ra vào lúc 16:22:09.28 UTC (23:22:09.28 theo giờ Việt Nam) vào ngày 1 tháng 11 năm 1935. Cường độ của trận động đất vào khoảng 6.76 Mw theo Cục Khảo sát Địa chất Hoa Kỳ (USGS). Các trận động đất diễn ra tại Điện Biên được cho là do có 2 vết đứt gãy địa chất lớn là Điện Biên–Mường Lay dài 200 km và vết đứt gãy Sông Mã–Tuần Giáo–Lai Châu.
Trận đất động đất có chấn tiêu nông, vùng rung động phá hủy hẹp nên không gây ra thiệt hại đáng kể. Tuy nhiên, các trận động đất này lại không được ghi chép lại chi tiết cho đến ngày nay. Đây đồng thời được xem là một trong 3 trận động đất mạnh nhất tại Việt Nam.

## Nguyên nhân
Theo trung tâm báo tin động đất và cảnh báo sóng thần Việt Nam, Điện Biên là một trong 7 vùng trọng điểm có nguy cơ phát sinh động đất tại khu vực Tây Bắc. Đồng thời, Điện Biên còn nằm trên hệ thống đứt gãy Sơn La–Điện Biên–Lai Châu.